# Irschansk
Irschansk (ukrainisch Іршанськ; russisch Иршанск Irschansk) ist eine Siedlung städtischen Typs in der ukrainischen Oblast Schytomyr mit etwa 6800 Einwohnern (2014).

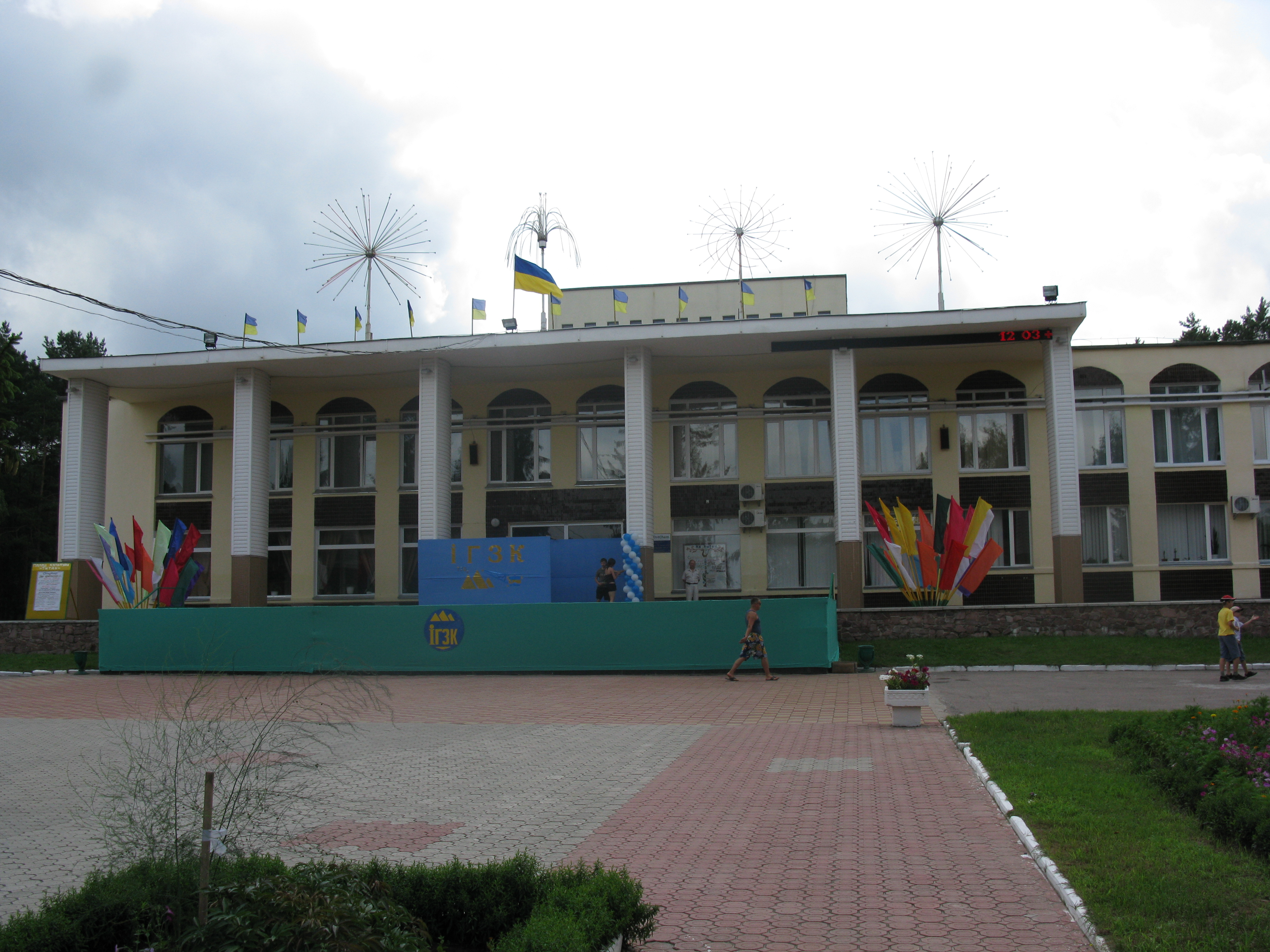
Palast der Kultur in Irschansk

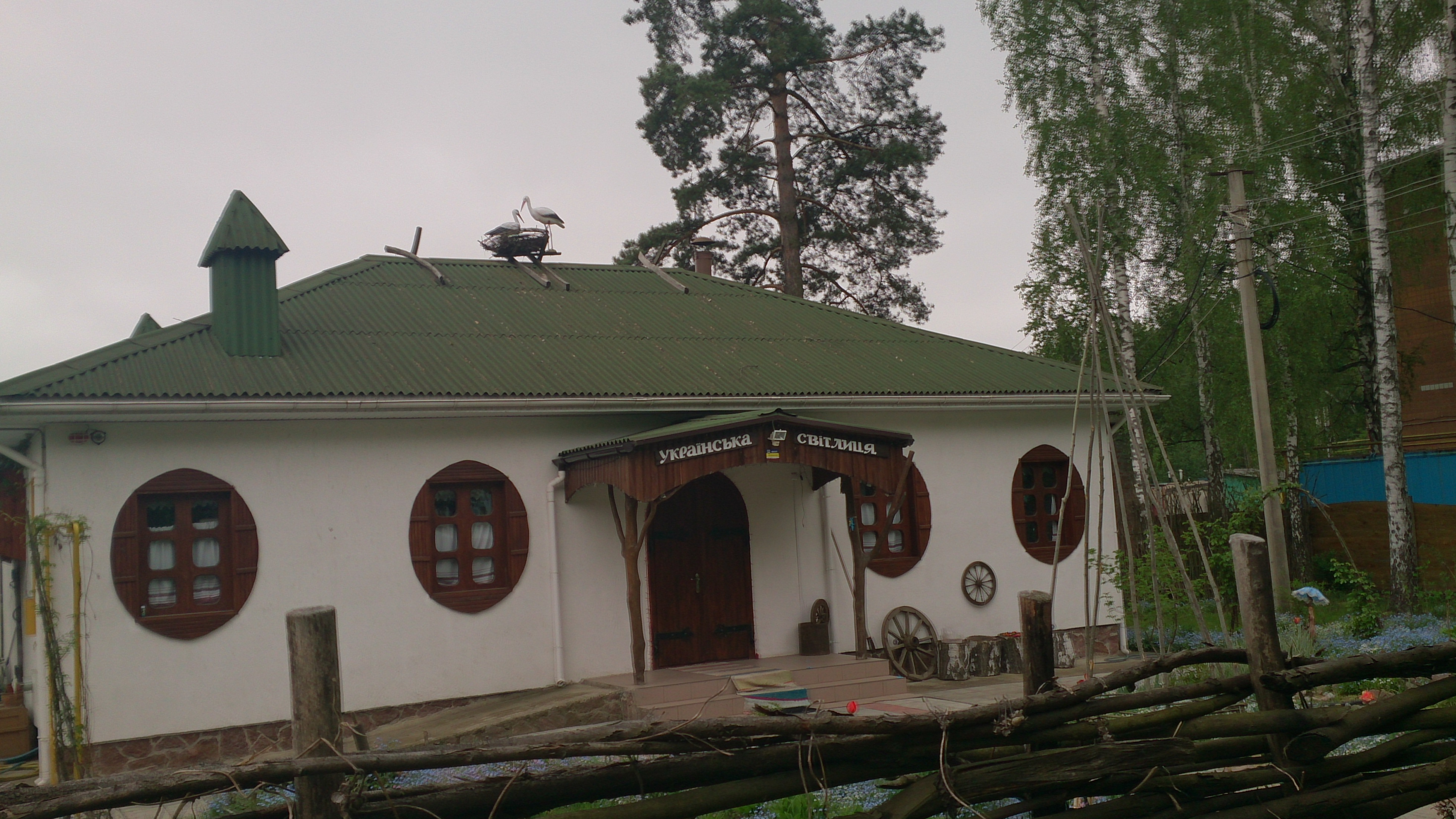
Volkskundemuseum der Ortschaft

Irschansk wurde am 5. August 1960 als Arbeitersiedlung am Industriestandort einer Erzabbau- und Verarbeitungsanlage gegründet, 1963 erhielt sie den Status einer Siedlung städtischen Typs.

## Geographie
Der Ort liegt am rechten Ufer der Irscha, einem linken Nebenfluss des Teteriw 11 km nordöstlich von Nowa Borowa, 31 km nordöstlich vom ehemaligen Rajonzentrum Choroschiw sowie 75 km nördlich vom Oblastzentrum Schytomyr.

## Verwaltungsgliederung
Am 10. August 2015 wurde die Siedlung zum Zentrum der neugegründeten Siedlungsgemeinde Irschansk (ukrainisch Іршанська селищна громада/Irschanska selyschtschna hromada), zu dieser zählten auch noch die 5 in der untenstehenden Tabelle aufgelistetenen Dörfer, bis dahin bildete sie die gleichnamige Siedlungsratsgemeinde Irschansk (Іршанська селищна рада/Irschanska selyschtschna rada) im Norden des Rajons Wolodarsk-Wolynskyj (ab 2016 Rajon Choroschiw).
Am 23. Juni 2017 kamen noch die Dörfer Dessjatyny, Scherschni und Staryky zum Gemeindegebiet, am 12. Juni 2020 dann noch die Dörfer Kowali, Krasnosilka, Hraby, Meleni, Poljanka und Wynariwka zum Gemeindegebiet.
Am 17. Juli 2020 kam es im Zuge einer großen Rajonsreform zum Anschluss des Rajonsgebietes an den Rajon Korosten.
Folgende Orte sind neben dem Hauptort Irschansk Teil der Gemeinde:
| Name                     | Name         | Name                       |
| ukrainisch transkribiert | ukrainisch   | russisch                   |
| ------------------------ | ------------ | -------------------------- |
| Dessjatyny               | Десятини     | Десятины (Dessjatiny)      |
| Dobryn                   | Добринь      | Добрынь                    |
| Hubenkowe                | Губенкове    | Губенково (Gubenkowo)      |
| Huta-Dobryn              | Гута-Добринь | Гута-Добрынь (Guta-Dobryn) |
| Jemyliwka                | Ємилівка     | Емилевка (Jemilewka)       |
| Kowali                   | Ковалі       | Ковали                     |
| Krasnosilka              | Красносілка  | Красносёлка (Krasnosjolka) |
| Hraby                    | Граби        | Грабы (Graby)              |
| Meleni                   | Мелені       | Мелени                     |
| Poljanka                 | Полянка      | Полянка                    |
| Scherschni               | Шершні       | Шершни                     |
| Staryky                  | Старики      | Старики (Stariki)          |
| Wynariwka                | Винарівка    | Винаровка (Winarowka)      |